# Pascale Roze
Pascale Roze (n. 22 martie 1954, Sài Gòn, Vietnam) este o scriitoare și dramaturgă franceză. A câștigat Premiul Goncourt în 1996 pentru romanul Le Chasseur Zéro.

## Lucrări

### Piese de teatru
- Mary contre Mary
- Tolstoï la Nuit, 1981, prix Arletty de l'auteur dramatique.

### Romane
- Histoires dérangées, recueil de nouvelles, Julliard, 1994, ISBN: 978-2-260-01025-8 (LGF/Le Livre de Poche, 1998, ISBN: 978-2-253-14442-7)
- Le Chasseur Zéro A. Michel, 1996, ISBN: 978-2-226-08708-9
- Ferraille, Albin Michel, 1999
- Lettre d'été, Albin Michel, 2000
- Parle-moi, Albin Michel, 2003, ISBN: 978-2-226-13395-3
- Un homme sans larmes, Stock, 2005, ISBN: 978-2-234-05751-7
- L'Eau rouge, Gallimard, 2007, ISBN: 978-2-07-034323-2
- Itsik, Stock, 2008